# 댕기 (잡지)
《댕기》는 육영재단에서 발행하던 대한민국의 격주간 만화 잡지이다. 1991년 11월 30일 창간되어 같은 해 12월 16일 2호, 1992년 1월 1일 3호를 발간했으며 그 해 2월부터  3일과 18일에 발행해 오다가 다음 해 10월부터 9일과 15일에 발행했고  1996년 9월 폐간되었다. 단행본 레이블은 "댕기네 책들"이었다. 

## 연재 작품
- 레드문
- 바람의 나라
- 불의 검
- 풀하우스

## 같이 보기
- 하이센스
- 르네상스
- 윙크
- Issue
- PARTY